# Rezzago
Rezzago – miejscowość i gmina we Włoszech, w regionie Lombardia, w prowincji Como.
Według danych na rok 2004 gminę zamieszkiwały 274 osoby, 91,3 os./km².